# Kasannoin Tadasada
Kasannoin Tadasada (花山院 忠定, [,かざんいん たださだ] Erro: {{japonês}}: texto da transliteração contém caractere não latino (pos 2) (ajuda), também pronunciado Kazanin Tadasada, 1379-1416), foi um nobre do inicio do período Muromachi da história do Japão. Pertencia ao ramo Kasannoin do Clã Fujiwara e se tornou líder do ramo entre 1400 e 1416.

## Biografia
Filho do Udaijin Michisada Tadasada entrou para a corte imperial em 1393, durante o reinado do Imperador da Corte do Norte Go-Komatsu como jugoi (funcionário da corte de quinto escalão júnior), logo passando a  shōgoi (funcionário de quinto escalão sênior), com o cargo de Jijū (camareiro).
Em 1395 foi promovido a jushii (quarto escalão júnior) e nomeado para o cargo de sakonoe no chūjō (Sub-comandante da ala esquerda da guarda do palácio). No ano seguinte foi promovido ao posto de jusanmi (terceiro escalão júnior) e nomeado Gonmori (vice-governador) da província de Owari. No final de 1396 foi nomeado chūnagon, cargo que ocupa até 1401. Durante este mandato é promovido para shōsani (terceiro escalão sênior). Em 1402 é promovido a junii (segundo escalão júnior) e nomeado dainagon. No ano seguinte é promovido a shōnii (segundo escalão sênior). Em 1416, já no reinado do Imperador Shoko passa a ocupar o cargo de ukonoe no taishō (comandante-geral da ala direita da guarda do palácio), mas em 6 de setembro desse ano vem a falecer.